# Menno de Boer
Menno de Boer (Amsterdam, 1 september 1978) is een Nederlandse radio-dj en radiodirecteur.

## Carrière

### Radio 538
Via verschillende lokale radiostations, waaronder Radio Lelystad, kwam De Boer terecht bij de regionale omroep Omroep Flevoland. Hier presenteerde hij enkele jaren Goeiemorgen Flevoland op zaterdagochtend. Ondertussen studeerde hij aan de Hogeschool van Amsterdam Information Engineering. In 2003 rondde hij deze studie af en besloot hij bij Radio 538 te solliciteren. Daar ging De Boer in juli 2003 aan de slag als dj en kreeg hij een programma in het weekend.
Sinds 2004 was hij fulltime in dienst van de zender en werd er vaak een beroep op hem gedaan om in te vallen in geval van afwezigheid van andere dj's, waaronder Barry Paf. Hij was voor de zender ook assistent Music Director. De Boer draaide daarnaast ook regelmatig als dj in discotheken en clubs in heel Nederland voor de 538 Drive-In Show.

### SLAM!
Op 2 juni 2006 werd bekend dat Menno de overstap maakt naar SLAM!FM. Sinds 3 juli 2006 was hij daar ook Music Director. Per 14 augustus 2006 presenteerde hij Most Wanted van maandag tot en met donderdag van 17.00 tot 19.00 uur en elke vrijdag van 17.00 tot 18.00 uur, met daarin de Most Wanted Top 5. Sinds 20 augustus 2010 werd elke vrijdag van 17.30 tot 18.00 uur de show overgenomen door The Partysquad. Sinds de zomer van 2012 presenteerde Menno ook Clubbin' Live, wat voorheen gepresenteerd werd door Eric van Kleef.

### Terug bij Radio 538
Op 24 oktober 2013 werd bekend dat Menno de Boer terugkeerde bij Radio 538 en dat hij bij Radio 538 Assistent Programma Director/Music Director werd, naast Dave Minneboo. Daarnaast kreeg hij een eigen radioprogramma, genaamd De Boer Op, dat werd uitgezonden op zaterdag en zondag van 12.00 tot 15.00 uur. Vanaf 2 november 2013 begon hij zijn nieuwe radioprogramma. Op 6 januari 2014 werd het programma De Boer Op verplaatst naar maandag tot en met donderdag van 19.00 tot 21.00 uur. Vanaf 22 december van datzelfde jaar nam De Boer het programma Greatest Hits over. Dat programma was dagelijks te horen tussen 10.00 en 13.00 uur. De Boer stopte met zijn radioprogramma's in maart 2018, omdat hij Minneboo ging opvolgen als Radio Director van 538. In 2020 vertrok De Boer bij 538, waar hij werd opgevolgd door Coco Hermans.

### 3FM
In mei 2021 was De Boer eenmalig als inval-dj te horen op Qmusic. Sinds juli 2021 viel hij enkele malen in op Radio 10. Daarnaast coachte en adviseerde De Boer sinds 2021 management, dj’s en presentatoren bij onder meer Omroep Zeeland, Qmusic en NPO 3FM. Bij die laatste zender werd hij in 2022 aangesteld als zendermanager. Zijn voornaamste taak werd de kwakkelende radiozender weer een groter marktaandeel geven. De complete programmering ging op de schop. Zo kwam er een nieuwe ochtendshow, gepresenteerd door Wijnand Speelman en Rob Janssen, een nieuwe middagshow, gepresenteerd door de van 538 over gekomen Barend van Deelen, en kregen vaste gezichten uit het verleden nieuwe tijdsloten, waaronder Sander Hoogendoorn en Frank van der Lende.